# Giacomellia oberthuri
Giacomellia oberthuri är en fjärilsart som beskrevs av Eugène Louis Bouvier. Giacomellia oberthuri ingår i släktet Giacomellia och familjen påfågelsspinnare. Inga underarter finns listade i Catalogue of Life.